# I'll be back (アーノルド・シュワルツェネッガー)

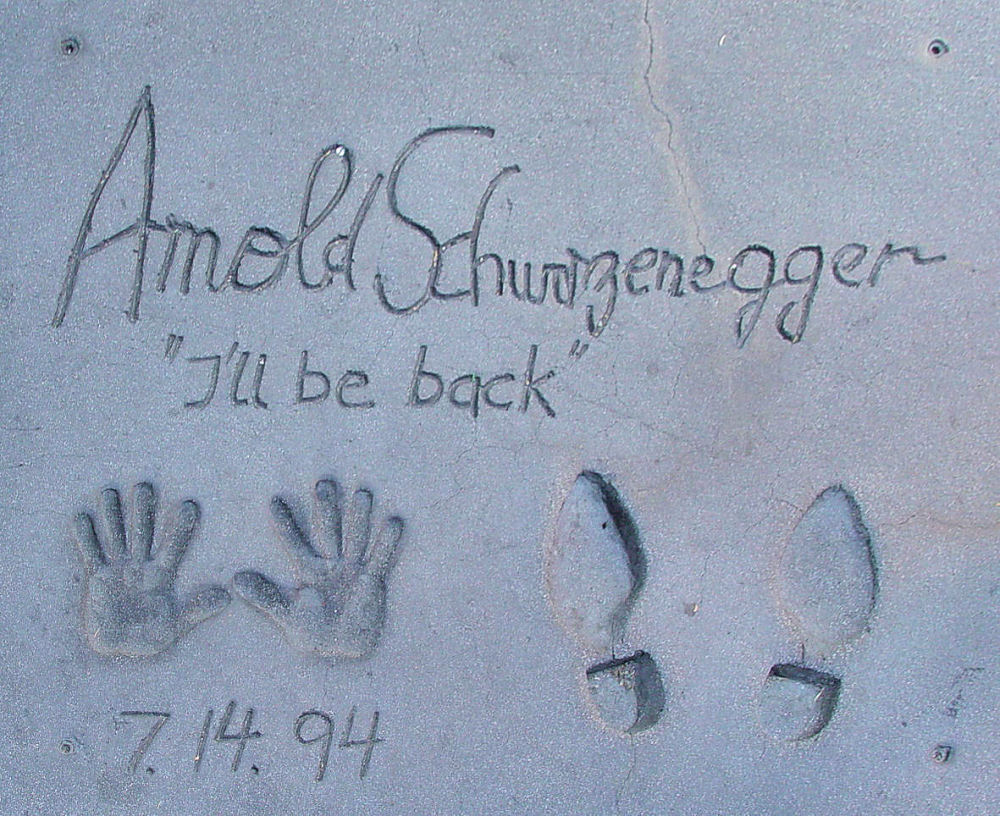
アーノルド・シュワルツェネッガーのサインと手型・足型が刻まれたグローマンズ・チャイニーズ・シアターのブロックタイル。サインの下に "I'll be back" の文字が刻まれている。

「I'll be back」（アイル・ビー・バック）は、俳優のアーノルド・シュワルツェネッガーが映画で演じる数多くの人物が発する台詞である。日本語訳は翻訳者により若干異なる。
マイコミジャーナルの「つい口に出してしまう映画の名台詞」では第1位、アメリカン・フィルム・インスティチュートの『アメリカ映画の名セリフベスト100』では37位に位置する。
この言葉に対し、戻ってきた際に発せられる台詞として「I'm Back」（アイム・バック）が存在する。この台詞も、シュワルツェネッガーの出演する映画では多く用いられている。

## 歴史
この台詞が初めて登場した作品は『ターミネーター』（1984年）であり、シュワルツェネッガーの演じたT-800が警察署窓口で発するものである。シュワルツェネッガーは当初、「I'll be back」という台詞が砕けていて女性的だと嫌い、監督のジェームス・キャメロンに何度も「I will be back」の方が機械的で、オーストリア出身である自身のドイツ語訛りを活かせるとして変更を求めたが、「僕は君に演技指導をしないから、君は脚本に口出ししないでくれ」と強硬に突っぱねられ、聞き入られなかった。なお、初期の脚本における台詞は「I'll come back」であり、同年に発売されたノベライズ作品も「I'll come back」のままになっている。
次年に公開された『コマンドー』（1985年）でも、主人公として演じたジョン・メイトリックスが宿敵のベネット（演：ヴァーノン・ウェルズ）に対して発する。
『ターミネーター2』（1991年）では第一作目へのオマージュも含め、コナー親子（＋ダイソン）とのサイバーダイン社での破壊活動後、警察に包囲されている状況で発する。
『ラスト・アクション・ヒーロー』（1993年）では、主人公であり映画の中（劇中劇）の人物、ジャック・スレイターを演じた際に発し、現実世界の少年ダニー・マディガン（演：オースティン・オブライエン）に「（その台詞を言うのは）あんたの名刺のようなもの」、「（映画を見ている）みんながそれを言うのを待っている」と言われるシーンがある。
なお、「I'll be back」は、かたちを変えて使われることもある。例えば『シックス・デイ』（2000年）では「I might be back」（戻って来たいと思う）、『ターミネーター3』（2003年）では「She'll be back」（彼女は戻って来るさ）となっている。
『ラスト・アクション・ヒーロー』で返される台詞のように、「I'll be back」と「I'm back」はシュワルツェネッガーの代名詞となっており、訪日した際や、マスメディアへのインタビューでは、ほぼ必ず発している。

## 使用されている作品
| 映画タイトル                         | シリーズ名                 | 公開年 | 備考                            |
| ------------------------------------ | -------------------------- | ------ | ------------------------------- |
| 『ターミネーター』                   | ターミネーターシリーズ     | 1984年 |                                 |
| 『コマンドー』                       |                            | 1985年 |                                 |
| 『ゴリラ』                           |                            | 1986年 | 「I'll be right back」          |
| 『バトルランナー』                   |                            | 1987年 |                                 |
| 『ツインズ』                         |                            | 1988年 |                                 |
| 『トータル・リコール』               |                            | 1990年 |                                 |
| 『キンダガートン・コップ』           |                            | 1990年 | 「I'm back」                    |
| 『ターミネーター2』                  | ターミネーターシリーズ     | 1991年 |                                 |
| 『ラスト・アクション・ヒーロー』     |                            | 1993年 |                                 |
| 『ジュニア』                         |                            | 1994年 | 「It's nice to be back」        |
| 『ジングル・オール・ザ・ウェイ』     |                            | 1996年 | 「I'll be back with the doll」  |
| 『シックス・デイ』                   |                            | 2000年 | 「I might be back」             |
| 『ターミネーター3』                  | ターミネーターシリーズ     | 2003年 | 「She'll be back」 「I'm back」 |
| 『ターミネーター4』                  | ターミネーターシリーズ     | 2009年 | [ 注 6 ]                        |
| 『エクスペンダブルズ2』              | エクスペンダブルズシリーズ | 2012年 | [ 注 7 ]                        |
| 『ターミネーター:新起動/ジェニシス』 | ターミネーターシリーズ     | 2015年 |                                 |
| 『ターミネーター:ニュー・フェイト』  | ターミネーターシリーズ     | 2019年 | 「I won't be back」             |